# P-270 Moskit
O P-270 Moskit (em russo:  П-270 «Москит»; em português:  Mosquito) é um míssil supersônico russo do tipo ramjet. Sua designação GRAU é 3M80, e seu nome no relatório da OTAN é SS-N-22 Sunburn. O míssil foi projetado pela empresa aeroespacial russa Raduga Design Bureau, durante a década de 1970, como um sucessor para o míssil "SS-N-9 Siren". O Moskit foi originalmente concebido para ser lançado a partir de navios, mas variações foram desenvolvidas para permitir lançamentos a partir do solo (com de caminhões modificados), debaixo d'água (com submarinos) e do ar (supostamente a partir da aeronave Sukhoi Su-33, uma variante naval do Sukhoi Su-27), bem como hidroaviões da classe ecranoplano. O míssil tem capacidade de transportar ogivas convencionais e nucleares.

## Classificação
A classificação exata do míssil é desconhecida, e há diferentes informações relatadas. Esta incerteza é devida ao sigilo militar, por ser uma arma em uso. O Moskit atinge uma velocidade de Mach 3 em grandes altitudes e Mach 2.2 em baixas altitudes. Esta velocidade é o triplo da velocidade do subsônico americano Harpoon. Quando mísseis mais lentos, como o americano Harpoon ou o francês Exocet são usados, o tempo máximo que o navio-alvo leva para detectá-lo está entre 120 e 150 segundos. Este longo intervalo de resposta fornece tempo suficiente para lançar contramedidas e empregar técnicas de bloqueio, antes de executar técnicas de defesa mais "duras" como o lançamento de mísseis anti-mísseis, e o uso de artilharia de tiro rápido. Mas a alta velocidade dos 3M82 "Mosquito" reduz a 25 a 30 segundos o tempo máximo de resposta teórica para o navio. Este curto tempo de resposta torna a ação de contramedidas muito difícil, e o disparo de mísseis anti-mísseis e artilharia de tiro rápido ainda mais difícil. O Moskit foi projetado para ser empregado contra grupos navais da OTAN no Mar Báltico (próximos à Dinamarca e a Alemanha) e no Mar Negro (Turco) e navios não-OTAN no Pacífico (Japão, Coréia do Sul, etc), e para defender a Rússia continental contra assaltos anfíbios da OTAN.Variações do míssil tiveram a designação 3M80M e 3M82 (Moskit M).
O míssil foi comprado pela Marinha da China e pelas forças armadas da Índia.

## Especificações
- Intervalo de lançamento: 	
  - min: 	10 km
  - max:(3M-80E/3M-80E1) 	120/100 km

- Velocidade de voo: 2,800 km/h
- Altitude de cruzeiro: 20 m
- Launch sector relative to ship’s lateral plane, ang.deg: ±60
- Tempo de preparação para o lançamento: 	
  - Ativação do sistema: 50 segundos
  - Prontidão para o lançamento: 11 segundos
- Tempo de lançamento entre mísseis: 5 segundos
- Peso de lançamento: 	
  - versão 3M-80E 4.150 kg
  - versão 3M-80E1 3.970 kg
- Tipo de ogiva: penetradora
- Peso da ogiva: 300 kg
- Dimensões: 	
  - Comprimento: 9.385 m
  - Diâmetro do corpo: 0.8 m
  - Envergadura: 2.1 m
  - Extensão com asa dobrada 1.3 m
- Período de armazenamento 1,5 anos